# Empanque
Empanque, empanque mecânico, ou junta de empanque é uma peça vedante que preenche o espaço entre duas ou mais superfícies de contacto para evitar fugas de ou para os objectos unidos, quando sob compressão. Trata-se geralmente de um material deformável que cria e mantém uma vedação (estática) nas várias condições de funcionamento num conjunto mecânico.
Os empanques mecânicos devem adaptam-se naturalmente a peças dinâmicas, tendo em conta as condições de temperatura, pressão, velocidade, abrasão, como é o caso do bucim dos navios.